# Copp's Hill Burying Ground
Il Copp's Hill Burying Ground è un storico cimitero situato nel North End di Boston, nel Massachusetts. Fondato nel 1659, originariamente veniva chiamato North Burying Ground ed era il secondo cimitero della città dopo il King's Chapel Burying Ground.

## Storia
Il cimitero fu fondato il 20 febbraio 1659, quando la città acquistò da John Baker e Daniel Turell un terreno su Copp's Hill per creare il "North Burying Ground". Oggi chiamato "Copp's Hill Burying Ground" (sebbene spesso ci si riferisca ad esso come "Copp's Hill Burial Ground"), è il secondo cimitero più antico di Boston (dopo il King's Chapel Burying Ground, fondato nel 1630). Contiene oltre 1200 sepolture segnate, comprese le spoglie di vari personaggi importanti di Boston dall'era coloniale fino agli anni Cinquanta dell'Ottocento.
Il primo ampliamento avvenne il 7 gennaio 1708, quando la città acquistò ulteriore terreno dal giudice Samuel Sewall e da sua moglie Hannah. Il terreno faceva parte di un pascolo che la signora Sewall aveva ereditato da suo padre, John Hull, responsabile della zecca.
Un'altra porzione di terreno fu venduta alla città da Benjamin Weld e sua moglie Nabby per $ 10 000 (~ $ 216 791 nel 2023) il 18 dicembre 1809, poco dopo averla acquistata da Jonathan Merry, che la usava come pascolo. Dieci anni dopo, Charles Wells, in seguito sindaco di Boston, acquistò un piccolo appezzamento di terreno da John Bishop di Medford e lo utilizzò come cimitero che in seguito venne unito adiacente North Burying Ground. A causa di questa storia complicata, non è più possibile individuare i confini originali del cimitero.
Sul lato di Snow Hill Street si trovano le numerose tombe anonime degli afroamericani che vivevano nella comunità di "New Guinea" ai piedi della collina. Oltre alle sepolture ci sono 272 tombe, la maggior parte delle quali con iscrizioni ancora leggibili.
Nel 1840 il cimitero era quasi caduto in disuso, ma la città continuò a mantenerlo saltuariamente. Nel 1878 era gravemente trascurato. All'epoca della sua creazione nel 1951, il cimitero non era una tappa ufficiale del Freedom Trail, ma in seguito è stato aggiunto ed è molto frequentato da turisti e fotografi. Il sito è stato inserito nel Registro Nazionale dei luoghi storici nel 1974.

## Sepolture
Persone degne di nota sepolte nel cimitero:
- Figli di William Copp
- Shem Drowne, ramaio, autore della banderuola a forma di cavalletta sul Faneuil Hall
- Benjamin Edes, giornalista e agitatore
- F. W. P. Greenwood, ministro unitariano della King's Chapel di Boston
- Prince Hall, abolizionista e fondatore della Massoneria Nera
- Edmund Hartt, maestro carpentiere
- Samuel Mather, ministro indipendente
- Increase Mather, ministro puritano
- Cotton Mather, ministro puritano
- Robert Newman, uno dei due patrioti che posizionarono le lanterne segnaletiche sul campanile della Old North Church per la cavalcata di mezzanotte di Paul Revere verso Lexington e Concord
- John Norman, editore
- Maggiore Samuel Shaw, primo console americano a Canton
- Nicholas Upsall, leader puritano e successivamente quacchero
- John Webster, docente all'Harvard Medical College che assassinò George Parkman nel 1849
- Phillis Wheatley, prima donna di origine africana pubblicata, poetessa, ex schiava
- George Worthylake, primo guardiano del Boston Light